# Kimaje
Kimaje é um pão folha típico da Arábia Saudita e tradicionalmente servido quente para ajudar a apanhar a comida. 
Para o preparar, mistura-se farinha de trigo com óleo, sal e levedura dissolvida em água morna com um pouco de açúcar, até formar uma massa que se possa tender, depois de levedar. Formam-se apas com as palmas das mãos, colocam-se num tabuleiro, deixam-se crescer mais meia hora e vão a cozer em forno quente.